# As You Were
As You Were je první sólové studiové album anglického zpěváka Liama Gallaghera. Vydáno bylo 6. října roku 2017 společností Warner Bros. Records. Na produkci alba se podíleli Greg Kurstin a Dan Grech-Marguerat. Dále se na albu podíleli například Andrew Wyatt a Paul Arthurs. V hitparádě Billboard 200 se umístilo na třicáté příčce.

## Seznam skladeb
1. Wall of Glass
2. Bold
3. Greedy Soul
4. Paper Crown
5. For What It’s Worth
6. When I’m In Need
7. You Better Run
8. I Get By
9. Chinatown
10. Come Back to Me
11. Universal Gleam
12. I've All I Need